# Vezjen
Vezjen (bulgariska: Вежен) är en bergstopp i Bulgarien. Den ligger i regionen Sofijska oblast, i den centrala delen av landet, 90 km öster om huvudstaden Sofia. Toppen på Vezjen är 2 198 meter över havet.